# Anita Gregory
Anita Gregory (geboren als Anita Kohsen 9. Juni 1925 in Berlin; gestorben 7. November 1984) war eine britische Psychologin deutscher Herkunft, die sich mit Parapsychologie befasste.

## Leben
Anita Kohsen war eine von zwei Töchtern des Juristen Walter Ludwig Kohsen (1895–1933) und der Elisabeth Unger (1903–1993). Die Ehe der Eltern wurde 1931 geschieden. Ihre Mutter stammte aus der Familie Unger, der die Berliner Weinhandlung Kempinski gehörte; ihr Vater wurde Mitinhaber, er floh nach der Machtergreifung 1933 nach Paris und verübte dort im selben Jahr Suizid.
Anita Kohsen wurde 1936 in einer belgischen kirchlichen Privatschule untergebracht zusammen mit ihrer 1929 geborenen Schwester Monika Kohsen, die 1955 den Kinderpsychologen Josef Schubert (geboren 1925 in Berlin) heiratete und mit ihm nach Kanada zog. Die Schwestern gelangten vor Kriegsausbruch 1939 nach England. Kohsen studierte Sprachen am Birkbeck College mit einem Honours Degree und Politik, Ökonomie und Psychologie am St Hugh’s College in Oxford. Vom Oxforder Psychologieprofessor William Brown (1881–1952) wurde sie auf den Fall des Mediums Rudi Schneider aufmerksam gemacht, der von Brown 1932 untersucht worden war, und er lenkte damit ihr Interesse auf die Parapsychologie.
Sie heiratete 1955 den emeritierten Hochschuldozenten und Astronomen der Londoner Universitätssternwarte Christopher Clive Langton Gregory (1892–1964), der seine Tätigkeit an der Universität aufgab, um sich psychologischen Fragestellungen zu widmen. Sie hatten zwei Töchter, der Psychologe Richard Gregory (1923–2010) ist ein Sohn aus Clive Gregorys erster Ehe.
Bis zu seinem Tod waren beide gemeinsam auf dem Gebiet der Parapsychologie tätig und gaben mehrere Schriften zur Parapsychologie und Kosmologie sowie ab 1961 die Zeitschrift Cosmos heraus. Mit Unterstützung des Konzeptkünstlers John Latham gründeten sie das Institute for the Study of Mental Images. 
1962 übersetzte Anita Gregory die Schrift Experiments in Distant Influence über Außersinnliche Wahrnehmung (ESP) des Russen Leonid Vasiliev (1891–1966). Sie gab eine Sammlung von Schriften über ESP von Cyril Burt heraus und veröffentlichte 1977 eine eigene Studie über den Fall Rudi Schneider, die ein Heft der Annals of Science füllte. Sie war Mitglied der Society for Psychical Research und führte in ihrem Auftrag eine Versuchsreihe mit Matthew Manning durch. Sie hatte einen Lehrauftrag für psychologische Forschung am North London Polytechnic. 1977 war sie in den Fall „Enfield Poltergeist“ involviert und konstatierte Betrug.
Im Spielfilm Conjuring 2 wurde sie 2016 von Franka Potente dargestellt.

## Schriften (Auswahl)
- C.C.L. Gregory, A. Kohsen: Physical and physical research. An analysis of belief. Reigate/Surrey: Omega Pr. 1954
- C.C.L. Gregory, A. Kohsen: A new theoretical basis for psi : addressed to members of the Society for Psychical Research. Gally Hill, Church Crookham, Hants : Institute for the Study of Mental Images, 1956
- C.C.L. Gregory, A. Kohsen: The o-structure : an introduction to psychophysical cosmology. Hampshire : Institute for the Study of Mental Images, 1959
- Anatomy of a Fraud: Harry Price and the Medium Rudi Schneider. Annals of Science, 1977, S. 449–549
- London experiments with Matthew Manning. London : Society for Psychical Research, 1982 Proceedings of the Society for Psychical Research, 56, pt. 212.
- The Strange Case of Rudi Schneider. Metuchen, NJ: Scarecrow Press, 1985